# Relación antisimétrica
Una relación binaria {\displaystyle R} sobre un conjunto {\displaystyle A} es antisimétrica cuando se da que si dos elementos de {\displaystyle A} se relacionan entre sí mediante {\displaystyle R}, entonces estos elementos son iguales.
Es decir, 
{\displaystyle \forall a,b\in A\;:\quad aRb\quad \land \quad bRa\quad \Rightarrow \quad a=b}
Para todo a, b de A, si se cumple que a está relacionado con b y b está relacionado con a, entonces a es igual a b.
En tal caso, se dice que {\displaystyle R} cumple con la propiedad de antisimetría.
La aplicación de cualquier relación {\displaystyle R} sobre un conjunto {\displaystyle A}, se representa con el par ordenado {\displaystyle (A,R)}.

## Representación
Sea {\displaystyle R} una relación antisimétrica aplicada sobre un conjunto {\displaystyle A}, entonces {\displaystyle R} tiene una representación particular para cada forma de describir una relación binaria.
- Como pares ordenados, {\displaystyle \forall a,b\in A,\ (a,b)\in R\land (b,a)\in R\;\Rightarrow \;a=b}.
- Como matriz de adyacencia {\displaystyle M}, la matriz {\displaystyle M+M^{t}\,} no tiene ningún 1 salvo, a lo sumo, en la diagonal principal.
- Como grafo, dos nodos no podrán estar conectados por dos aristas dirigidas en ambas direcciones. Sin embargo, sí podría tener bucles.

## Ejemplos
Sea {\displaystyle A} un conjunto cualquiera:
- Sea {\displaystyle (A,\geq )}, {\displaystyle \geq } ("mayor o igual que") es antisimétrica, al igual que {\displaystyle >\,} ("mayor estricto que"), pues en este último caso, el antecedente de la definición nunca se cumple.

- Sea {\displaystyle (A,\leq )}, {\displaystyle \leq } ("menor o igual que") es antisimétrica, al igual que {\displaystyle <\,} ("menor estricto que"), pues en este último caso, el antecedente de la definición nunca se cumple.

- La relación "ser más alto que" es antisimétrica, pues el hecho que a sea más alto que b y b sea al mismo tiempo más alto que a, es imposible.

## Antisimetría≠{\displaystyle \neq }asimetría
La antisimetría no es lo opuesto de la simetría.
Existen relaciones que son simétricas y antisimétricas al mismo tiempo (como la igualdad), otras que no son simétricas ni antisimétricas, otras que son simétricas pero no antisimétricas (como la relación de congruencia módulo n), y otras que son antisimétricas pero no simétricas (como la relación "menor que").